# Пјано дел Лаго (Козенца)
Пјано дел Лаго је насеље у Италији у округу Козенца, региону Калабрија.
Према процени из 2011. у насељу је живело 215 становника. Насеље се налази на надморској висини од 175 м.